# C2 (アルバム)
『C2』（シーツー）は、Base Ball Bearのメジャー6枚目のフルアルバム。

## 解説
前作『二十九歳』から約1年5か月ぶりのアルバムリリースとなった。「シリーズ"三十一歳"」と題し、CD2枚組の「エクストリーム・シングル」の形で『「それって、for 誰?」part.1』『文化祭の夜』『不思議な夜』の3作が2015年8月から10月の3ヶ月にわたって先行リリースされており、本作はシリーズ最終作となった。2016年3月をもってBase Ball Bearから脱退した湯浅将平が制作に参加している最後の作品である。
本作のタイトルは2006年11月29日発売のメジャー1stアルバム『C』を継承するものとなっている。また、本作が発売された11月11日はBase Ball Bearのバンド結成記念日である。
「エクストリーム・エディション」と題した初回限定盤はCD3枚で構成され、DISC 2には本作収録曲のインストゥルメンタル版、DISC 3には『C』のリマスタリング盤を収録している。
また、2015年12月2日にはバンド初のアナログレコード盤としてもリリースされた。
初回限定盤のDISC 3の歌詞カードにおいて、「STAND BY ME」の歌詞の表記が「STAND BY ME」でなく「STAND MY ME」となっていたため、希望者に歌詞カードの交換を行っていた。なおこの対応は2020年6月をもって終了している。
オリコンチャートの2015年11月23日付週間CDアルバムランキングでは、6,480枚を売り上げ14位にランクインしている。

## タイトル
本作のタイトルはマスタリング段階までは「Base Ball Bear」（セルフタイトル）となる予定であった。しかし小出が歌詞カードの制作のために全曲を聴き直したところ、メジャー1枚目のアルバム『C』のテーマである「海（Sea）」「彼女（She）」「都市（City）」と被っていることに気づいた。本作のテーマには新たに「視点」「視座」などの「見る」という意味での「See」が掲げられたが、前作『二十九歳』でバンドとしての活動に一区切りがついたと感じていた小出は、活動の2周目に入ったという意味で本作のタイトルを『C2』としたという。

## 収録曲

### CD
| 全作詞・作曲: 小出祐介、全編曲: Base Ball Bear。 |                                                                 |          |            |      |
| #                                                | タイトル                                                        | 作詞     | 作曲・編曲 | 時間 |
| 1.                                               | 「「それって、for 誰?」part.1」(編曲: Base Ball Bear・玉井健二) | 小出祐介 | 小出祐介   | 5:15 |
| 2.                                               | 「こぼさないでShadow」                                          | 小出祐介 | 小出祐介   | 3:56 |
| 3.                                               | 「美しいのさ」                                                  | 小出祐介 | 小出祐介   | 4:46 |
| 4.                                               | 「曖してる」                                                    | 小出祐介 | 小出祐介   | 3:58 |
| 5.                                               | 「文化祭の夜」                                                  | 小出祐介 | 小出祐介   | 4:04 |
| 6.                                               | 「レインメーカー」                                              | 小出祐介 | 小出祐介   | 4:26 |
| 7.                                               | 「どうしよう」                                                  | 小出祐介 | 小出祐介   | 5:39 |
| 8.                                               | 「カシカ」                                                      | 小出祐介 | 小出祐介   | 3:55 |
| 9.                                               | 「ホーリーロンリーマウンテン」                                  | 小出祐介 | 小出祐介   | 5:21 |
| 10.                                              | 「HUMAN」                                                       | 小出祐介 | 小出祐介   | 4:25 |
| 11.                                              | 「不思議な夜」(編曲: Base Ball Bear・玉井健二)                  | 小出祐介 | 小出祐介   | 4:47 |
| 12.                                              | 「「それって、for 誰?」part.2」                                 | 小出祐介 | 小出祐介   | 5:39 |
| 合計時間:                                        | 合計時間:                                                       | 56:11    |            |      |

| 全編曲: Base Ball Bear。 |                                                                                |       |            |      |
| #                        | タイトル                                                                       | 作詞  | 作曲・編曲 | 時間 |
| 1.                       | 「「それって、for 誰?」part.1 (Instrumental)」(編曲: Base Ball Bear・玉井健二) |       |            | 5:15 |
| 2.                       | 「こぼさないでShadow (Instrumental)」                                          |       |            | 3:56 |
| 3.                       | 「美しいのさ (Instrumental)」                                                  |       |            | 4:46 |
| 4.                       | 「曖してる (Instrumental)」                                                    |       |            | 3:58 |
| 5.                       | 「文化祭の夜 (Instrumental)」                                                  |       |            | 4:04 |
| 6.                       | 「レインメーカー (Instrumental)」                                              |       |            | 4:26 |
| 7.                       | 「どうしよう (Instrumental)」                                                  |       |            | 5:39 |
| 8.                       | 「カシカ (Instrumental)」                                                      |       |            | 3:55 |
| 9.                       | 「ホーリーロンリーマウンテン (Instrumental)」                                  |       |            | 5:21 |
| 10.                      | 「HUMAN (Instrumental)」                                                       |       |            | 4:25 |
| 11.                      | 「不思議な夜 (Instrumental)」(編曲: Base Ball Bear・玉井健二)                  |       |            | 4:47 |
| 12.                      | 「「それって、for 誰?」part.2 (Instrumental)」                                 |       |            | 5:39 |
| 合計時間:                | 合計時間:                                                                      | 56:11 |            |      |

| 全作詞・作曲: 小出祐介、全編曲: Base Ball Bear。 |                                      |          |            |      |
| #                                                | タイトル                             | 作詞     | 作曲・編曲 | 時間 |
| 1.                                               | 「CRAZY FOR YOUの季節 <Album ver.>」 | 小出祐介 | 小出祐介   | 4:24 |
| 2.                                               | 「GIRL FRIEND」                      | 小出祐介 | 小出祐介   | 4:07 |
| 3.                                               | 「祭りのあと」                       | 小出祐介 | 小出祐介   | 3:07 |
| 4.                                               | 「ELECTRIC SUMMER」                  | 小出祐介 | 小出祐介   | 3:57 |
| 5.                                               | 「スイミングガール」                 | 小出祐介 | 小出祐介   | 2:58 |
| 6.                                               | 「YOU'RE MY SUNSHINEのすべて」       | 小出祐介 | 小出祐介   | 4:39 |
| 7.                                               | 「GIRL OF ARMS」                     | 小出祐介 | 小出祐介   | 5:36 |
| 8.                                               | 「DEATH と LOVE」                    | 小出祐介 | 小出祐介   | 4:01 |
| 9.                                               | 「STAND BY ME」                      | 小出祐介 | 小出祐介   | 4:28 |
| 10.                                              | 「ラストダンス」                     | 小出祐介 | 小出祐介   | 4:14 |
| 11.                                              | 「SHE IS BACK」                      | 小出祐介 | 小出祐介   | 3:40 |
| 合計時間:                                        | 合計時間:                            | 45:11    |            |      |

### アナログ盤
バンド初のアナログ盤。2015年12月2日に発売された。
| 全作詞・作曲: 小出祐介、全編曲: Base Ball Bear。 |                                                                  |          |            |      |
| #                                                | タイトル                                                         | 作詞     | 作曲・編曲 | 時間 |
| 1.                                               | 「「それって、for 誰？」part.1」(編曲: Base Ball Bear・玉井健二) | 小出祐介 | 小出祐介   | 5:15 |
| 2.                                               | 「こぼさないでShadow」                                           | 小出祐介 | 小出祐介   | 3:56 |
| 3.                                               | 「美しいのさ」                                                   | 小出祐介 | 小出祐介   | 4:46 |
| 4.                                               | 「曖してる」                                                     | 小出祐介 | 小出祐介   | 3:58 |
| 5.                                               | 「文化祭の夜」                                                   | 小出祐介 | 小出祐介   | 4:04 |
| 6.                                               | 「レインメーカー」                                               | 小出祐介 | 小出祐介   | 4:26 |
| 合計時間:                                        | 合計時間:                                                        | 26:25    |            |      |

| 全作詞・作曲: 小出祐介、全編曲: Base Ball Bear。 |                                                |          |            |      |
| #                                                | タイトル                                       | 作詞     | 作曲・編曲 | 時間 |
| 1.                                               | 「どうしよう」                                 | 小出祐介 | 小出祐介   | 5:39 |
| 2.                                               | 「カシカ」                                     | 小出祐介 | 小出祐介   | 3:55 |
| 3.                                               | 「ホーリーロンリーマウンテン」                 | 小出祐介 | 小出祐介   | 5:21 |
| 4.                                               | 「HUMAN」                                      | 小出祐介 | 小出祐介   | 4:25 |
| 5.                                               | 「不思議な夜」(編曲: Base Ball Bear・玉井健二) | 小出祐介 | 小出祐介   | 4:47 |
| 6.                                               | 「「それって、for 誰？」part.2」               | 小出祐介 | 小出祐介   | 5:39 |
| 合計時間:                                        | 合計時間:                                      | 29:46    |            |      |

### 楽曲について

#### DISC 1
1. 「それって、for 誰?」part.1（編曲：Base Ball Bear・玉井健二）
  - 17thシングル曲
2. こぼさないでShadow
3. 美しいのさ
関根がメインボーカルを務めている。
4. 曖してる
「あいしてる」と読む。2007年発売のシングル『愛してる』と読みが同じだが、両曲は一切関係ない。
5. 文化祭の夜
18thシングル曲
6. レインメーカー
7. どうしよう
8. カシカ
9. ホーリーロンリーマウンテン
10. HUMAN
タイトルは「人間」と「不満」のダブル・ミーニングになっている。
11. 不思議な夜（編曲：Base Ball Bear・玉井健二）
19thシングル曲
実質的な湯浅のラストライブとなっている「COUNTDOWN JAPAN 15/16」で最後に披露された。
12. 「それって、for 誰?」part.2

#### DISC 2
- 初回限定盤のみに付属。『C2』収録曲のインストゥルメンタル版が収録されている。

1. 「それって、for 誰?」part.1 (Instrumental)
2. こぼさないでShadow (Instrumental)
3. 美しいのさ (Instrumental)
4. 曖してる (Instrumental)
5. 文化祭の夜 (Instrumental)
6. レインメーカー (Instrumental)
7. どうしよう (Instrumental)
8. カシカ (Instrumental)
9. ホーリーロンリーマウンテン (Instrumental)
10. HUMAN (Instrumental)
11. 不思議な夜 (Instrumental)
12. 「それって、for 誰?」part.2 (Instrumental)

#### DISC 3
- 初回限定盤のみに付属。2006年発売のメジャー1枚目のアルバム『C』収録曲のリマスタリング盤が収録されている。

1. CRAZY FOR YOUの季節 <Album ver.>
2. GIRL FRIEND
3. 祭りのあと
4. ELECTRIC SUMMER
5. スイミングガール
6. YOU'RE MY SUNSHINEのすべて
7. GIRL OF ARMS
8. DEATH と LOVE
9. STAND BY ME
10. ラストダンス
11. SHE IS BACK

## ライブ・ツアー
本作のリリースに前後してツアー「三十一歳」が開催された。前述の通り本作がリリースされた2015年は「シリーズ"三十一歳"」としての活動が展開され、同ツアーでも本作収録曲が多く披露された。ツアー中の11月11日（本作リリース日）にはタワーレコード渋谷店にて本作発売記念のインストアライブが行われほか、12月24日には渋谷CLUB QUATTROにて単独ライブ「LIVE IN LIVE vol.2〜C to C2〜」が開催され、アルバム『C』と『C2』の楽曲が収録されている曲順通りに演奏された。翌2016年3月5日からはアルバムタイトルを冠したツアー「LIVE BY THE C2」が開催され、ファイナル公演は「日比谷ノンフィクションV～LIVE BY THE C2～」として4月30日に日比谷野外大音楽堂にて行われた。日比谷公演の模様を収録した映像作品がのちにリリースされている。
なお、メンバーであった湯浅将平が2016年3月2日をもってBase Ball Bearを脱退したため、ツアー「LIVE BY THE C2」はフルカワユタカをサポートギタリストとして招いてツアーを敢行した。また、ファイナルの「日比谷ノンフィクションⅤ～LIVE BY THE C2～」ではフルカワ、石毛輝（the telephones、lovefilm）、田渕ひさ子（ナンバーガールほか）、ハヤシ（POLYSICS）の4人がサポートした。
ライブ・ツアー日程
| 日程                     | タイトル                       | 会場 | 備考 |
| ------------------------ | ------------------------------ | --- | --- |
| 2015年 9月12日 - 12月4日 | Tour「三十一歳」               | 9月12日 水戸 LIGHT HOUSE 9月13日 宇都宮 HEAVEN'S ROCK VJ-2 9月19日 釧路 NAVANA HALL 9月21日 札幌 PENNY LANE 24 9月23日 函館 club COCOA 9月26日 米子 AZTiC laughs 9月27日 広島 CLUB QUATTRO 10月3日 新潟 LOTS 10月4日 金沢 EIGHT HALL 10月10日 福岡 DRUM LOGOS 10月11日 宮崎 SR-BOX 10月17日 高松 DIME 10月18日 松山 SALONKITTY 10月24日 静岡 UMBER 10月26日 京都 磔磔 10月31日 岡山 CRAZYMAMA KINGDOM 11月1日 名古屋 DIAMOND HALL 11月7日 仙台 darwin 11月8日 盛岡 Club Change WAVE 11月12日 千葉 LOOK 11月14日 さいたま新都心 HEAVEN'S ROCK VJ-3 11月21日 高崎 club FLEEZ 11月22日 甲府 CONVICTION 11月29日 Zepp Namba 12月4日 豊洲 PIT | 湯浅脱退前の最後のツアー。 |
| 2015年 11月11日          | 『C2』発売記念インストアライブ | タワーレコード渋谷店 | |
| 2015年 12月24日          | LIVE IN LIVE vol.2〜C to C2〜  | 渋谷CLUB QUATTRO | |
| 2016年 3月5日 - 4月30日  | Tour「LIVE BY THE C2」         | 3月5日 仙台 darwin 3月11日 岡山 IMAGE 3月12日 高松 MONSTER 3月19日 福岡 DRUM LOGOS 4月2日 名古屋 DIAMOND HALL 4月9日 新潟 LOTS 4月15日 大阪 なんば Hatch 4月30日 日比谷野外大音楽堂 | 日比谷公演は「日比谷ノンフィクションV〜LIVE BY THE C2〜」として開催。 サポートギタリスト 日比谷公演以外：フルカワユタカ 日比谷公演：フルカワ、石毛輝、田渕ひさ子、ハヤシ |